# Culicoides flavipulicaris
Culicoides flavipulicaris är en tvåvingeart som beskrevs av Dzhafarov 1964. Culicoides flavipulicaris ingår i släktet Culicoides och familjen svidknott. Inga underarter finns listade i Catalogue of Life.